# Noita
Noita è il nono album in studio del gruppo musicale finlandese Korpiklaani, pubblicato nel 2015.

## Tracce
1. Viinamäen mies – 2:58
2. Pilli on pajusta tehty – 2:42
3. Lempo – 5:35
4. Sahti – 3:28
5. Luontoni – 3:01
6. Minä näin vedessä neidon – 6:08
7. Jouni Jouni – 4:51
8. Kylästä keväinen kehto – 4:41
9. Ämmänhauta – 5:17
10. Sen verran minäkin noita – 6:37
11. Antaja (bonus track) – 5:13

## Formazione
- Jonne Järvelä – voce, chitarra
- Jarkko Aaltonen – bass
- Matti "Matson" Johansson – batteria
- Sami Perttula – fisarmonica
- Tuomas Rounakari – violino
- Kalle "Cane" Savijärvi – chitarra